# Mosteiro de Santes Creus
O Mosteiro de Santes Creus localiza-se no município de Aiguamúrcia, província de Tarragona, na comunidade autónoma da Catalunha, na Espanha.
É um mosteiro cisterciense, actualmente considerado um das instituições monásticas mais bem preservadas da Europa meridional.
A sua construção foi iniciada em 1158. Concluído num período de cinqüenta anos, no início de suas atividades o mosteiro era o centro de grande atividade intelectual e política, comparável ao Mosteiro de Poblet. Fortificado em 1375 por Pedro IV de Aragão, teve um importante papel na criação da Ordem de Montesa, um refúgio para cavaleiros templários aragoneses após a abolição da ordem.

As atividades do mosteiro continuaram ininterruptamente até a invasão da Espanha por Napoleão, o que precipitou seu encerramento em 1835, quando foi saqueado e queimado. Pouco tempo depois, vários ex-monges erigiram uma igreja paroquial e trabalharam paulatinamente na restauração do mosteiro. Atualmente é patrimônio protegido pela Generalidade da Catalunha (governo autônomo).

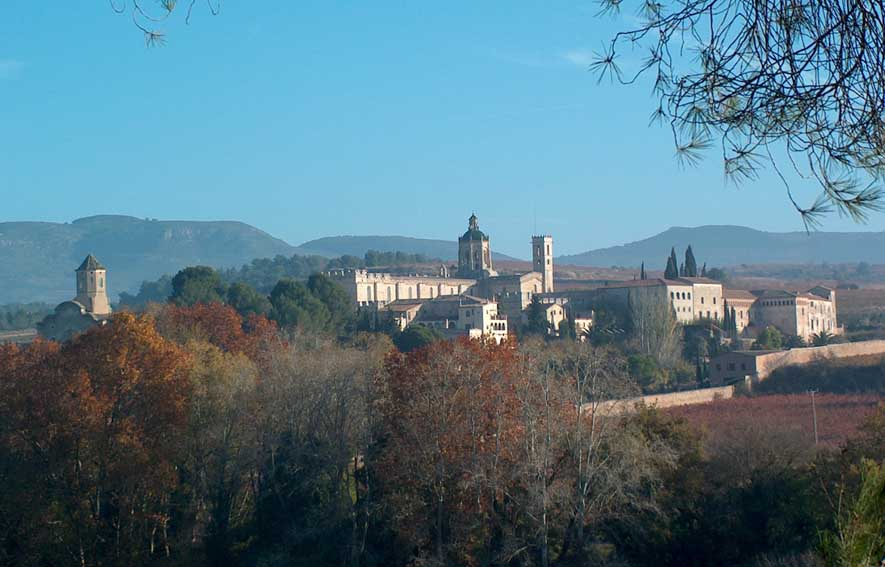
Mosteiro de Santes Creus